# Wilhelm Ludwig Jaeger
Wilhelm Ludwig Jaeger (* 26. Januar 1862 in Frankfurt am Main; † 18. Mai 1937 in Berlin) war ein deutscher Physiker.
Jaeger war der Sohn eines Kaufmanns und studierte ab 1882 in Heidelberg und danach in Berlin Mathematik, Physik und Chemie. Zu seinen Lehrern gehörten Robert Bunsen in Heidelberg und Hermann von Helmholtz. 1887 wurde er in Berlin promoviert (Über die Schallgeschwindigkeit in Dämpfen und die Bestimmung der Dampfdichte) und war dann in der Physikalisch-Technischen Reichsanstalt. Dort wurde er 1892 Mitglied, 1897 Professor, 1908 Geheimer Regierungsrat und 1920 Oberregierungsrat. Von 1905 bis 1920 war er auch nichtständiges Mitglied des Patentamts.
Er befasste sich insbesondere mit Präzisionsmessungen der elektrischen Basiseinheiten, zunächst beim Widerstand (Einheit Ohm), bei dem er die Messunsicherheit um das Zehnfache senken konnte, dann bei der Spannung (mit dem Weston-Normalelement) und beim Strom. Er untersuchte elektrische Schwingungsvorgänge, befasste sich mit Galvanometern und der Wärmeleitung in Metallen (mit Hermann Dießelhorst), mit Kalorimetrie und Thermometern. Von ihm stammen verschiedene Kapitel im Handbuch der Physik von Geiger/Scheel.
Er war verheiratet und hatte zwei Söhne, von denen Robert Jaeger auch Physik-Professor wurde und Willy Ludwig Jaeger Organist, Pianist und Kirchenmusiker.
Er übersetzte auch Physik Bücher aus dem Französischen, so das Physik Lehrbuch von Jules Violle und Vorlesungen von Henri Poincaré (1891/2 mit Ernst Gumlich).
Wilhelm Ludwig Jaeger starb am 18. Mai 1937 im Alter von 65 Jahren in Berlin. Die Beisetzung erfolgte auf dem Kirchhof der Dorfkirche Schöneberg. Das Grab ist nicht erhalten.

## Schriften
- Werner von Siemens, Stuttgart: Ulshöfer 1906
- Die Entstehung der internationalen Maße der Elektrotechnik, Springer Verlag 1932
- Die Normalelemente und ihre Anwendung in der elektrischen Meßtechnik, 1902
- Elektrische Meßtechnik. Theorie und Praxis der elektrischen und magnetischen  Messungen, 1917, 3. Auflage, Leipzig: Barth 1928